# Puhacziwka (obwód kijowski)
Puhacziwka (ukr. Пугачівка) – wieś na Ukrainie, w obwodzie kijowskim, w rejonie białocerkiewskim, w hromadzie Rokytne. W 2001 liczyła 387 mieszkańców, spośród których 383 wskazało jako ojczysty język ukraiński, a 4 rosyjski.